# REOSC
REOSC (Akronym für „Recherche et Étude en Optique et Sciences Connexes“ deutsch etwa: Forschung und Studium in Optik und verwandten Wissenschaften) ist ein französisches Unternehmen, das Optiken für die Astronomie, für Luft- und Raumfahrt, große Laser oder Halbleiterfertigung entwirft, fertigt und integriert.
Das Unternehmen wurde im Jahr 1937 von einer Gruppe von Wissenschaftlern des Institut d’Optique Graduate School in Paris gegründet, darunter Henri Chrétien und Charles Fabry. Im Jahr 1978 wurde REOSC von der Société de fabrication d’instruments de mesure gekauft, 1999 wurde diese von SAGEM übernommen, welche 2005 mit SNECMA zur Safran S.A. fusioniert. REOSC wird als Tochterunternehmen geführt.

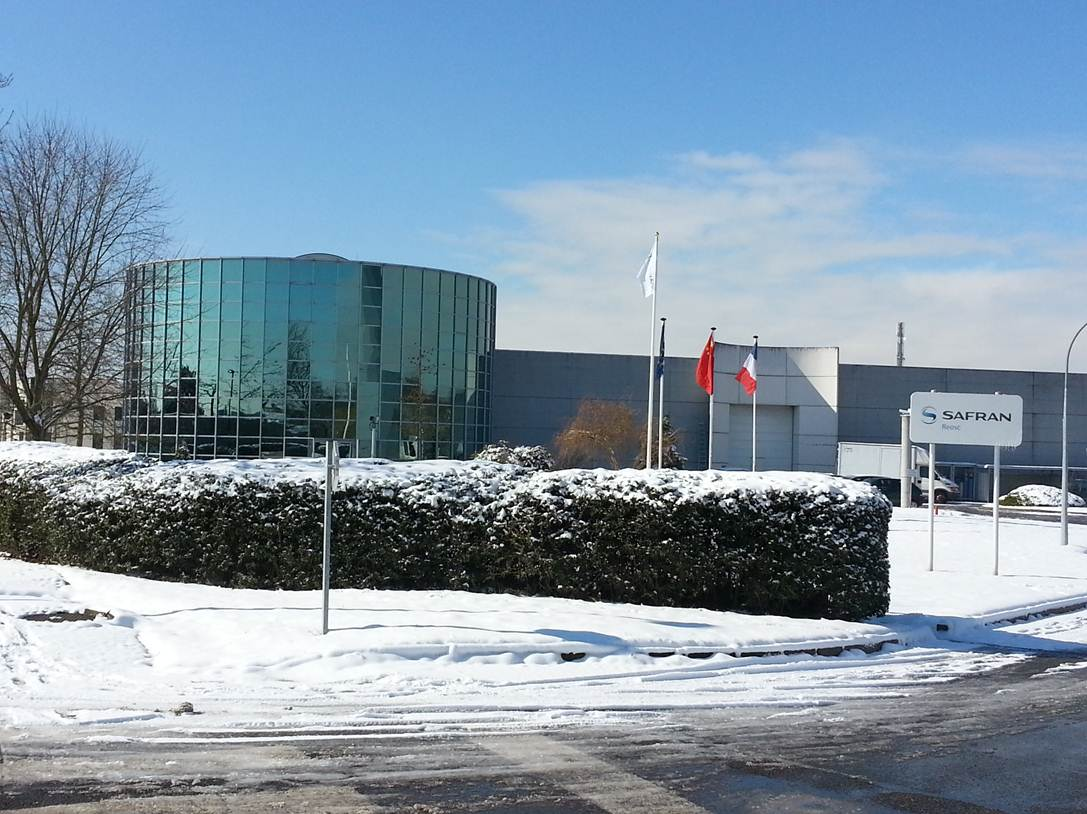
Hauptgebäude von REOSC
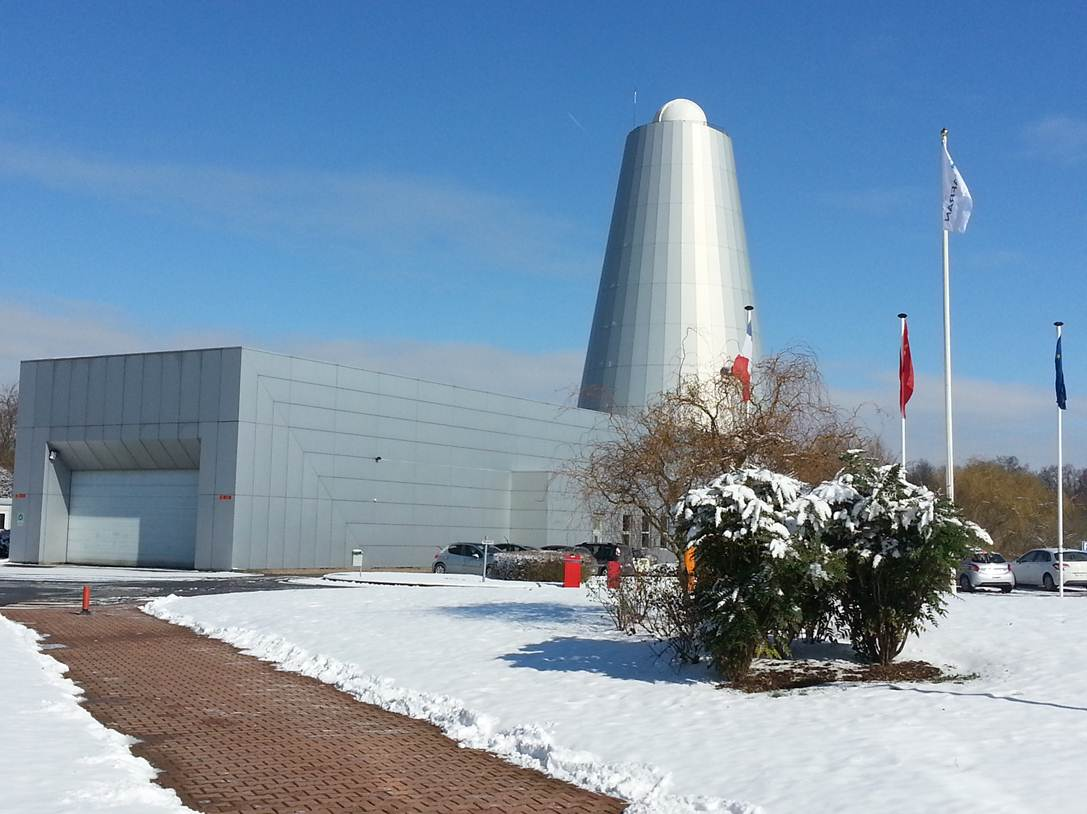
Gebäude zur Fertigung großer Spiegel
- Erste Phase der Politur des 8 Meter durchmessenden Hauptspiegels des Very Large Telescope
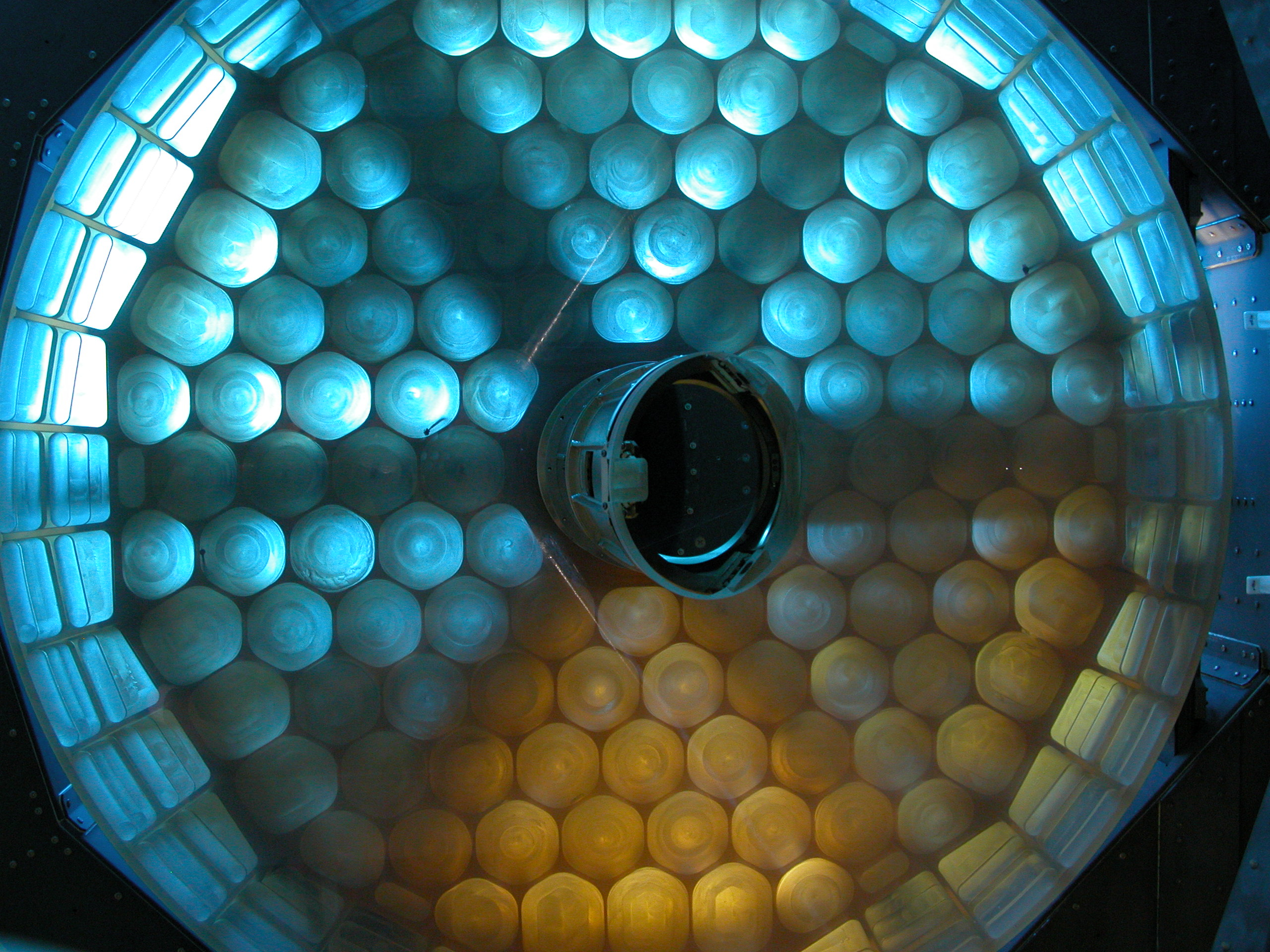
Hauptspiegel (vor der Verspiegelung) des flugzeuggetragenen Stratosphären-Observatorium für Infrarot-Astronomie aus Zerodur, von REOSC poliert und mit einer rückseitigen gewichtsreduzierend ausgefrästen Bienenwabenstruktur versehen.